# Капетанидова къща
Капетанидовата къща (на гръцки: Οικία Καπετανίδου) е жилищна сграда в македонския град Драма, Гърция, пример за градската архитектура.
Къщата е разположена на улица „Агия Варвара“ № 84. Има два етажа и е типична традиционна жилищна сграда с една от малкото останали, непроменени архитектурно фасади, която заедно със съседния тютюнев склад, създава неразделен архитектурен ансамбъл. В 2010 година е обявана за паметник на културата като типичен пример за традиционна народна жилищна архитектура.